# Halluin
Halluin (Nederlands: Halewijn) is een Franse gemeente in het Noorderdepartement (Frans: département du Nord). Halluin ligt ten noorden van de metropool Rijsel, aan de Leie. De stad ligt tegen de Belgische grens en de stadskern is vergroeid met die van de Belgische stad Menen. Als deel van de agglomeratie van Rijsel (Lille) maakt de gemeente deel uit van de Métropole européenne de Lille met ruim 1 miljoen inwoners. De gemeente Halluin telde op 1 januari 2022 20.684 inwoners.

## Geschiedenis

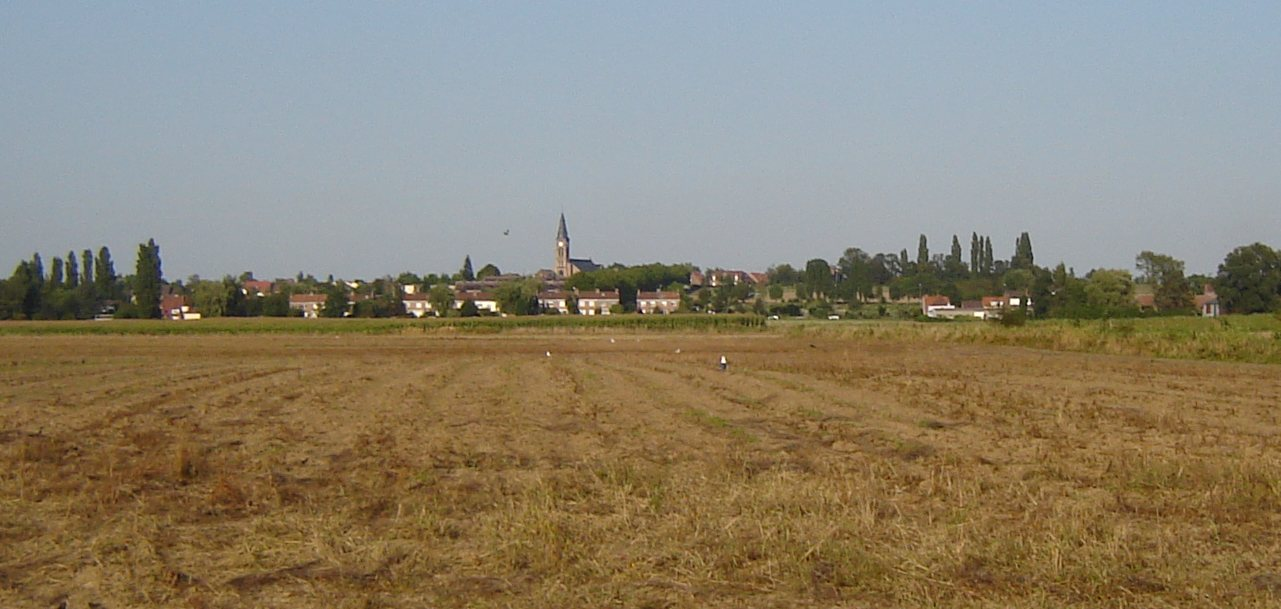
Wijk Mont d'Halluin, met de Sint-Alfonsuskerk

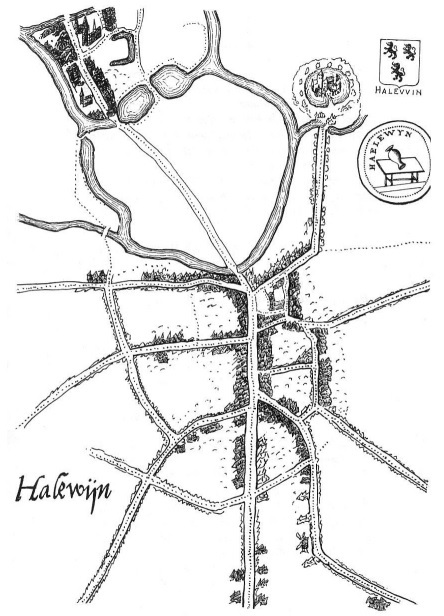
Halewijn in 1560

Het dorp Halewyn (naam op de Mercatorkaart uit 1540) werd al in 1066 vermeld, als Hallewyn, naar de persoonsnaam Halewijn of Hailwin. In dat jaar werd het patronaatsrecht van de parochie verleend aan het Sint-Pieterskapittel te Rijsel. In 1144 werd het genoemd als Haluwin. De plaats behoorde tot het graafschap Vlaanderen en wel tot het sinds de 12e eeuw al Franssprekende Rijsels-Vlaanderen. Toch was het eeuwenlang een taalgrensdorp want in de 16e eeuw waren er weer Nederlandse kerkregisters. De familie Halewijn, de oorspronkelijke heren, verwierf talrijke lenen in zowel het huidige België als het huidige Frankrijk. Vanaf 1501 waren de heren van Halewijn dezelfde als die van Komen. Achtereenvolgens waren dat Croÿ, Ligne-Croÿ, Hénin-Liétard en de graven van Orléans. De versterkingen van Halewijn werden in 1583 verwoest door de troepen van Alexander Farnese.
Eind 16de eeuw, onder economische druk en religeuse vervolging, besloten meerdere textielfamilies om Halewijn te verlaten. Na het ontzet van Leiden  en de val van Antwerpen trokken ze noordelijk naar de stad Leiden, waar ze hun activiteiten verder konden zetten en bijdroegen aan de heropleving van deze stad.
Halewijn werd Frans in 1686, toen het op de Spaanse Nederlanden werd veroverd door Lodewijk XIV. De Dode Leie werd grensrivier. In 1779 werd Halewijn-Noord (180 ha) weer bij het toen Zuid-Nederlandse Rekkem gevoegd.
Onder het ancien regime bestond Halewijn uit meerdere heerlijkheden: le Mont (de Berg), la Tiluille (de Linde), la Val (de Vallei), les Meurins, les Tucquelins, Volerie, Fontaines of Flipo, Hollebecque, Peruwez, Wallerie, Rachie, Duremont, Basembrouck of Dudzelles, Pélegrin, Gavere en  Molinel.
In de 19e eeuw ontwikkelde zich in Rijsel en wijde omgeving de textielindustrie. Dit trok ook veel Belgische arbeiders aan: in 1886 had zelfs driekwart van de inwoners er de Belgische nationaliteit. Tussen de Belgische en de Franse arbeiders ontstonden regelmatig wrijvingen: de Belgen werden ervan verdacht tegen inferieure voorwaarden te werken. In 1903 leidde dit tot gewelddadigheden.
Halluin, bekend staand als een rode stad (Halluin la Rouge), had een communistische burgemeester, en de arbeiders bezetten in 1925 een weverij.
De industrie omvatte, naast linnenweverijen, confectie en dergelijke, ook onderhoudsproducten, behangselpapier (firma Brepols), kunststofvoorwerpen, verf, rubber, meubelen, baksteen en cementtegels, machines, ijzergieterij, wasmachines en televisietoestellen.

## Bezienswaardigheden
- Halluin heeft verschillende wijken en parochies met een eigen kerk:
  - De Sint-Hilariuskerk (Église Saint-Hilaire) staat in het centrum van de stad.
  - De Onze-Lieve-Vrouw ter Koortskerk (Église Notre-Dame-des-Fièvres) staat langs de Leie in de wijk Le Colbras.
  - De Sint-Alfonsuskerk (Église Saint-Alphonse) staat in de wijk Mont d'Halluin
- De windmolen "Moulin Hollebeke", ook wel bekend als "Moulin d'Halluin" of "Moulin Hollebecque", werd in 1877 gebouwd door Cyrille Hollebeke. Tot in de jaren 30 bleef de molen in gebruik. In 1988 kocht de gemeente de molen, en restaureerde die de daaropvolgende jaren. De molen werd als historisch monument erkend.
- De Cense Manoir (Cijnshoeve) is een vierkantshoeve van 1573, voorzien van een poortgebouw met duiventil.
- Het Manoir aux Loups met park en arboretum, waar in 1951 een 350-tal exotische coniferen werden geplant.
- Het Château du Pellegrin, een voormalige zetel van de heren van Halluin.
- De Begraafplaats van Halluin, met verschillende monumentale graven en een herdenkingsmonument voor de gesneuvelden uit Halluin uit diverse oorlogen. Op de begraafplaats bevindt zich ook een perk met 43 Britse gesneuvelden.
- Het Deutscher Soldatenfriedhof Halluin is een Duitse militaire begraafplaats met ongeveer 1400 gesneuvelden uit de Eerste Wereldoorlog. Het ligt vlak naast de gemeentelijke begraafplaats van Halluin.

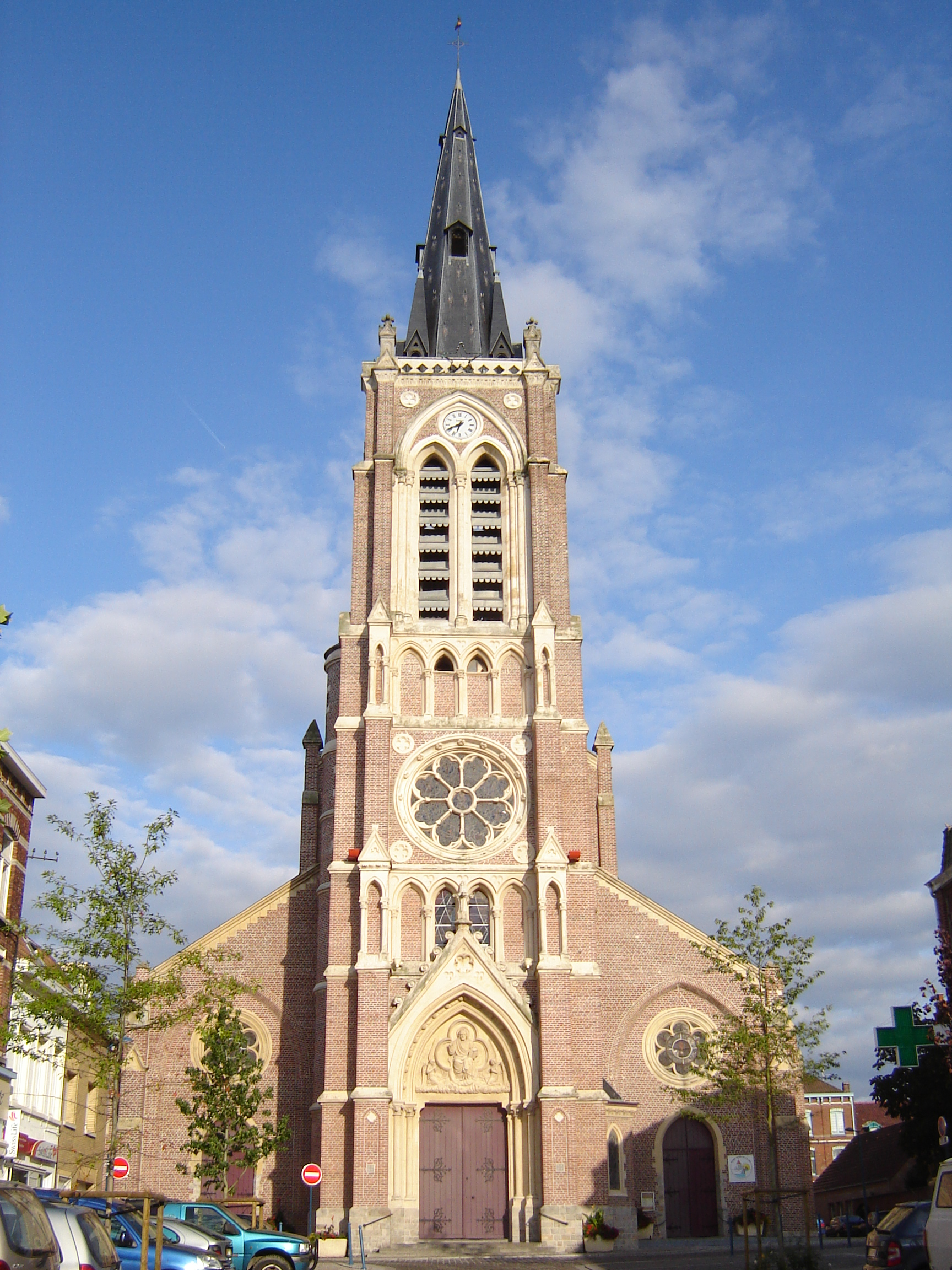
Église Saint-Hilaire
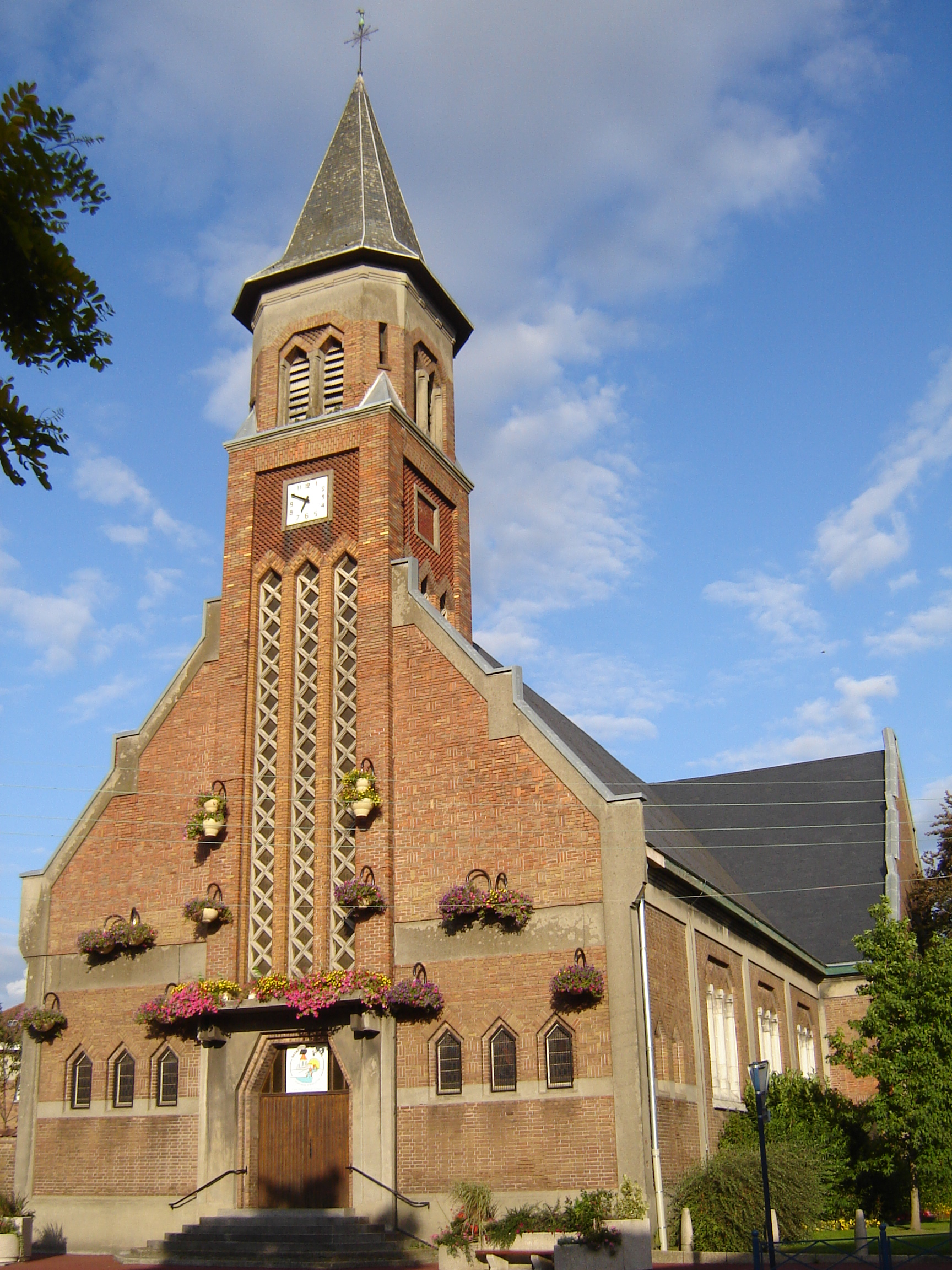
Église Notre-Dame des Fièvres
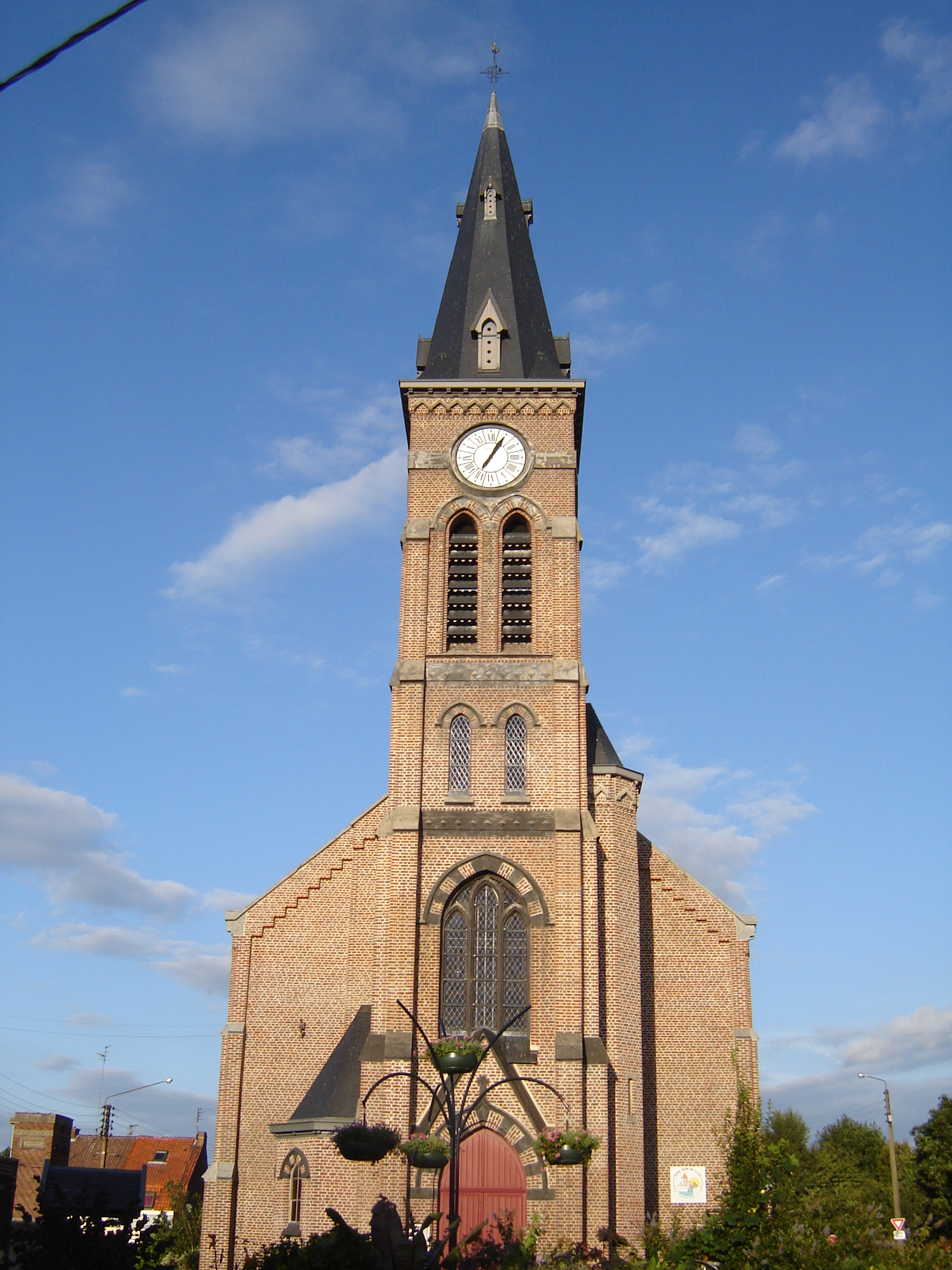
Église Saint-Alphonse
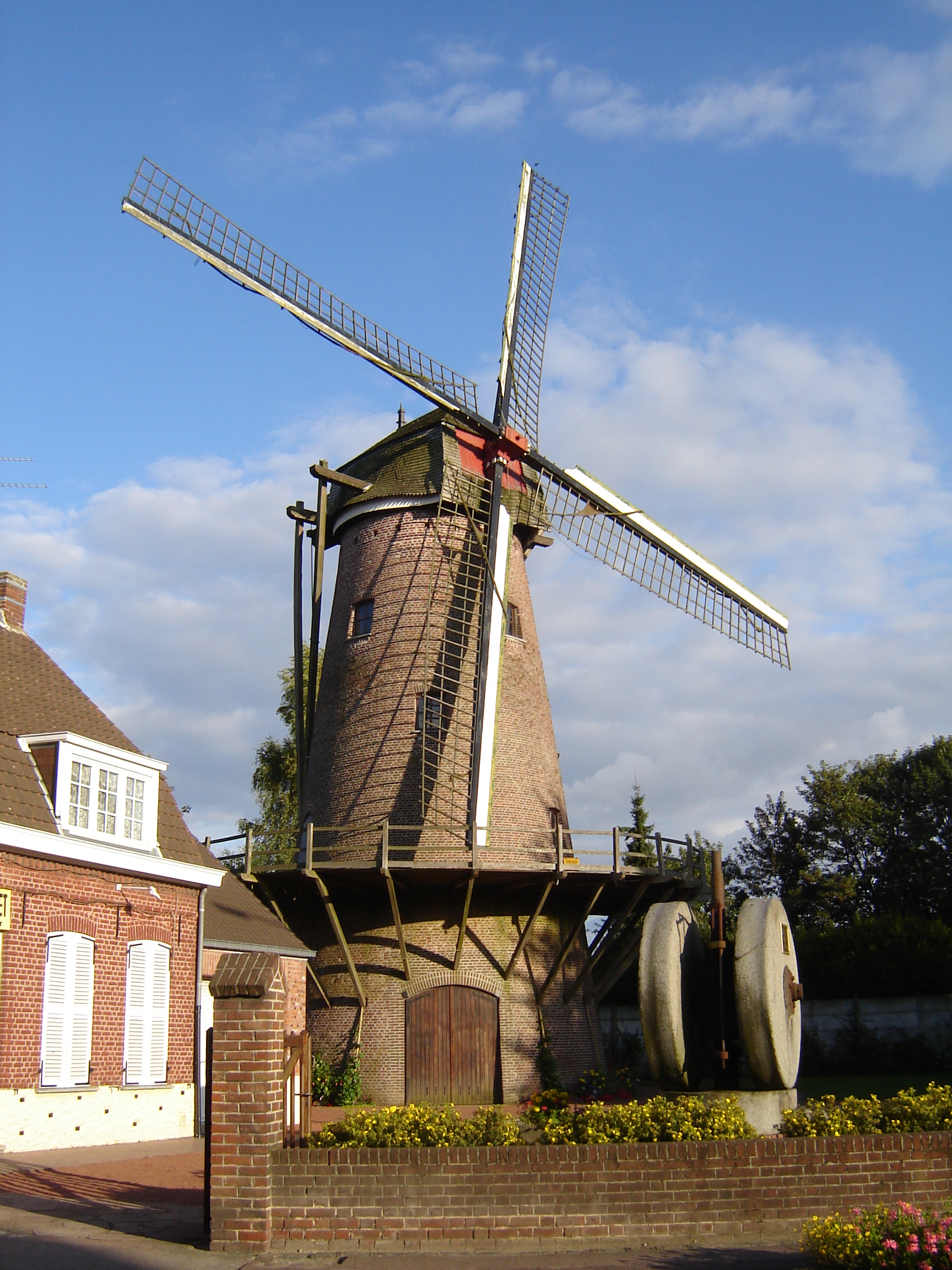
Moulin d'Halluin

## Natuur en landschap
Halluin ligt op de rechteroever van de Leie op een hoogte van ongeveer 24 meter. Samen met Menen vormt het een grensplaats, feitelijk een dubbelstad. Naar het zuiden toe wordt de omgeving licht glooiend.

## Geografie
De oppervlakte van Halluin bedroeg op 1 januari 2022 12,56 vierkante kilometer; de bevolkingsdichtheid was toen 1.646,8 inwoners per km².

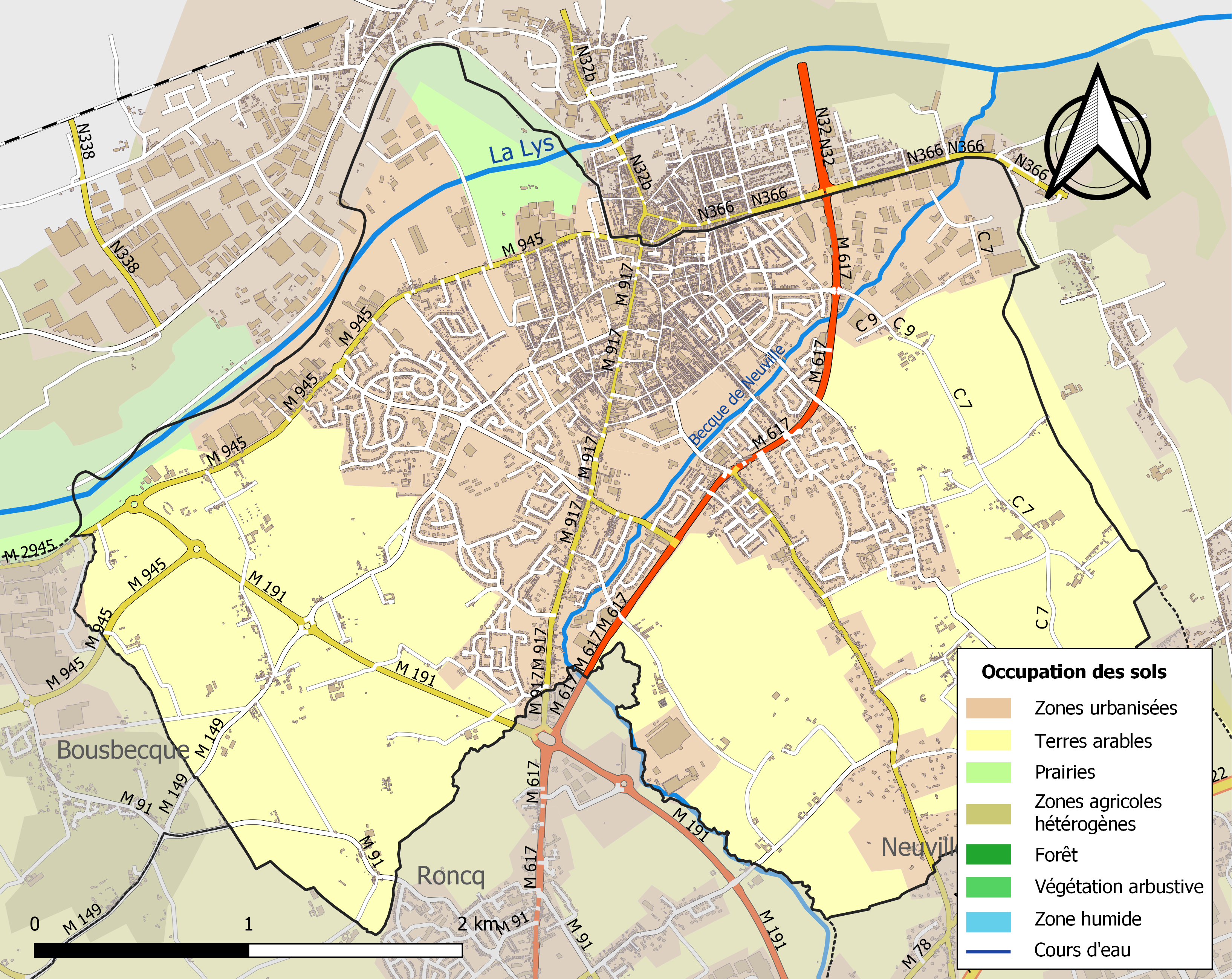
Kaart van de gemeente met belangrijkste infrastructuur, bodemgebruik en omliggende gemeenten

## Demografie
Onderstaande figuur toont het verloop van het inwonertal (bron: INSEE-tellingen).

## Politiek

### Burgemeesters
- 1790-1794: P.L. Delannoy
- 1794-1795: Jean-François Delannoy
- 1795-1800: Jean-Baptiste Duflo
- 1800-1805: Jean-Baptiste Vandebeulque
- 1805-1830: Jean-Baptiste Chombart
- 1830-1865: Pierre-Joseph Demeestère-Delannoy
- 1865-1873: Edouard Lemaitre-Demeestère
- 1874-1900: Paul Lemaitre-Bonduelle
- 1900-1907: Paul-Pierre Defretin
- 1907-1909: Louis-Joseph Odou-Loridan
- 1909-1919: Paul-Pierre Defretin
- 1919-1935: Gustave Desmettre
- 1935-1939: Gilbert Declercq (PCF)
- 1939-1944: Gaston Petit
- 1944-1945: Joseph Wanquet
- 1945-1947: Gustave Casier
- 1947-1953: Joseph Wanquet
- 1953-1957: Robert Casier
- 1957-1971: Charles Vanoverschelde
- 1971-1980: Albert Houte
- 1980-1983: Henri Leveugle
- 1983-1987: Albert Desmedt
- 1987 (25/07 tot 03/09): Patrick Tierrie
- 1987-1989: Didier Desprez
- 1989-2001: Alexandre Faidherbe (PS)
- 2001-...: Jean-Luc Deroo (PS)

## Nabijgelegen kernen
Menen, Rekkem, Neuville-en-Ferrain, Roncq, Bousbecque